# Odyzë
Odyzë es un productor y escritor de música italiano.

## Biografía
Beppe Savoni (Odyzë) nació en el año de 1974, en Italia. Su gusto por la música comenzó desde muy pequeño. Logró entrar a la Academia Civera, una prestigiada escuela de música, cuando tenía 5 años.
En 1997 se mudó a Nueva York donde estudió literatura británica. En esta época junto con el DJ Eddie Cumana, formó un equipo de producción llamado Dynamix, bajo el sello independiente Kult Records. "Never Get Me", "Don't Want Another Man" y "Bodyfly" fueron algunas de sus producciones bajo Dynamyx, donde incluso Beppe participó en el remix de Stupid Girls (Junior Vasquez & Dynamix Club Remix), canción interpretada por Pink.
En el 2006 Beppe Savoni se convierte en Odyzë, y en este año obtiene su primer material escrito y producido por él: Icons & Dreames. El álbum fue grabado en Nueva York y París.

## Discografía

### Álbumes
Icons & Dreamers

Lanzamiento: 11 de julio de 2006.

Sello: Two Onions Music
Morph: Icons & Dreamers Remixed

Lanzamiento: 8 de octubre de 2007

Sello: Zero Below Music / IODA

### EP
- The Promise EP

### Videos musicales
- Promise - dirigido por Jose Quizon